# Antiguo Palacio del Ayuntamiento
El Antiguo Palacio del Ayuntamiento es un museo y oficina del Jefe de Gobierno de la Ciudad de México. Hasta 2018 fue la sede de oficinas de distintas dependencias del Gobierno de la Ciudad de México, poder ejecutivo local de la capital de la república. En su interior alberga patrimonio histórico como el Salón de Cabildos y el Centro de Documentación Francisco Gamoneda. En él se reunió el primer Ayuntamiento de la ciudad, el 10 de mayo de 1524. 
Su construcción fue ordenada por Hernán Cortés a inicios de la reconstrucción de la ciudad en 1522, y fue terminado entre 1527 y 1532. Pedro de Arrieta y José Miguel Álvarez, maestros de arquitectura, dirigieron la obra según consta en un libro de cuentas del que tuvo conocimiento Guillermo Tovar de Teresa. Se ubica al sur del Zócalo capitalino en el Centro Histórico. Al formar parte del mencionado conjunto arquitectónico en esa área de la ciudad, es en consecuencia Patrimonio de la humanidad desde 1987.

## Historia
Durante el gobierno de Hernán Cortés, quien sería nombrado gobernador y capitán general en Coyoacán, la ciudad comenzó a tomar forma. Con las piedras de los templos mexicas se construyeron, de acuerdo con las Ordenanzas de Población de Carlos I, las Casas del Ayuntamiento o Casas del Cabildo, a la par que casas parroquiales o privadas de vecinos prominentes. El antiguo edificio del Ayuntamiento estaba en la Plaza Mayor y tenía funciones administrativas y de justicia en la ciudad. Esa arquitectura era necesaria como protección contra los indígenas, quienes tenían prohibido asentarse en la zona.

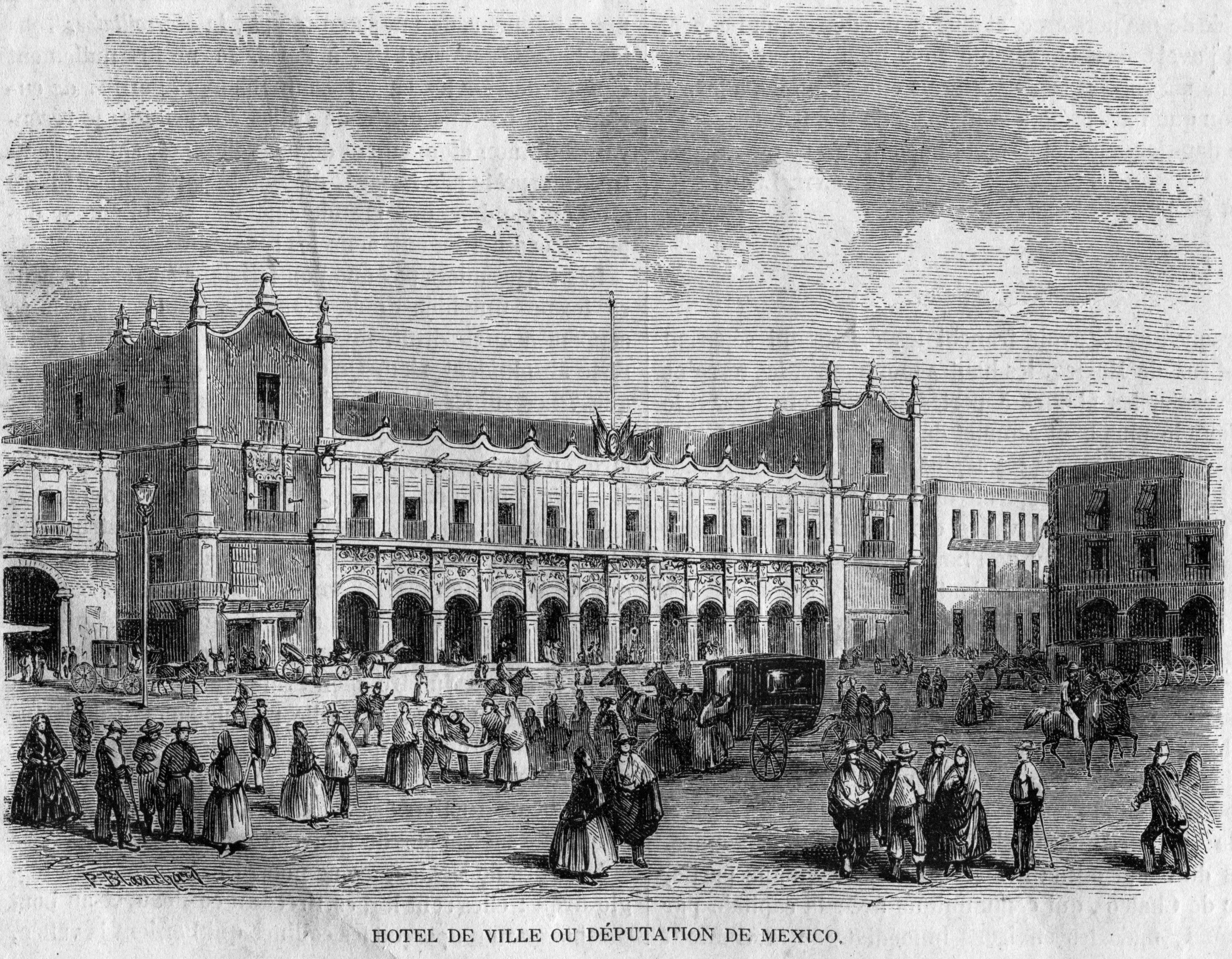
Palacio del Ayuntamiento construido en 1721-1724 (L'Illustration, 1862).

El primer Ayuntamiento de la Nueva España fue establecido en la Villa Rica de la Vera Cruz por Hernán Cortés, el cual fue trasladado hacia Coyoacán, terminadas las acciones bélicas en México Tenochtitlán. El primer edificio fue construido por las autoridades españolas entre 1526 y 1532, en seis solares dados por el cabildo en el costado sur de lo que fue el tecpan de Motecuhzoma Xocoyotzin. El encargado de las llamadas Casas del Ayuntamiento fue Alonso García (no confundir con su homónimo, arquitecto que realizó la traza de la ciudad años antes), quien empezó a construir los edificios en la esquina de la antigua calle de La Monterilla, y la Plaza Mayor. El 28 de marzo de 1530 se inició la primera ampliación de las ahora llamadas Casas Nuevas del Consejo, construidas con el estilo medievalizante característico de la primera etapa de la nueva Ciudad de México, recio, sobrio, y como una fortaleza contra posibles insurrecciones. Tenía entonces una gran sala de reuniones, y sitios para escribanos, contadores, un espacio para los oidores y una capilla. El palacio ocupaba entonces cuatro de los solares que recibió, en el resto se establecieron otras cosas como un granero, la cárcel pública, las carnicerías y los corrales para aves del propio Consejo. Enfrente, pasaba la Acequia Real.
El edificio constaba de una Sala de Acuerdos, una pieza para el escribano, otra de contaduría, una sala para audiencia ordinaria, capilla, sacristía y la cárcel de la ciudad. Poco a poco fueron agregándose otras dependencias: una alhóndiga, casa de moneda, una fundición, la carnicería mayor y las casas que servían de residencia.
Dentro de la Plaza de Armas y frente al Palacio del Ayuntamiento el virrey de la Nueva España, Rodrigo Pacheco y Osorio, Marqués de Cerralvo, mandó a construir un edificio destinado a cuartel de caballería el 15 de enero de 1624. Con el tiempo este sitio acabó por convertirse en mercado para la venta de artículos diversos. El 8 de junio de 1692 durante el Motín de la Ciudad de México, el edificio fue parcialmente quemado por indígenas enfurecidos, que protestaron de dicha forma por la especulación en el precio del maíz. En este episodio, es memorable como Carlos de Sigüenza y Góngora quiso rescatar de las llamas el archivo histórico de la ciudad.
A principios del siglo XVIII (1714) el palacio del Ayuntamiento fue reconstruido con el gusto de la época: de la primera austeridad con muros anchos y ventanas pequeñas, pasa al estilo barroco peninsular, con arcos y adornos, y después se le agrega el neoclásico.

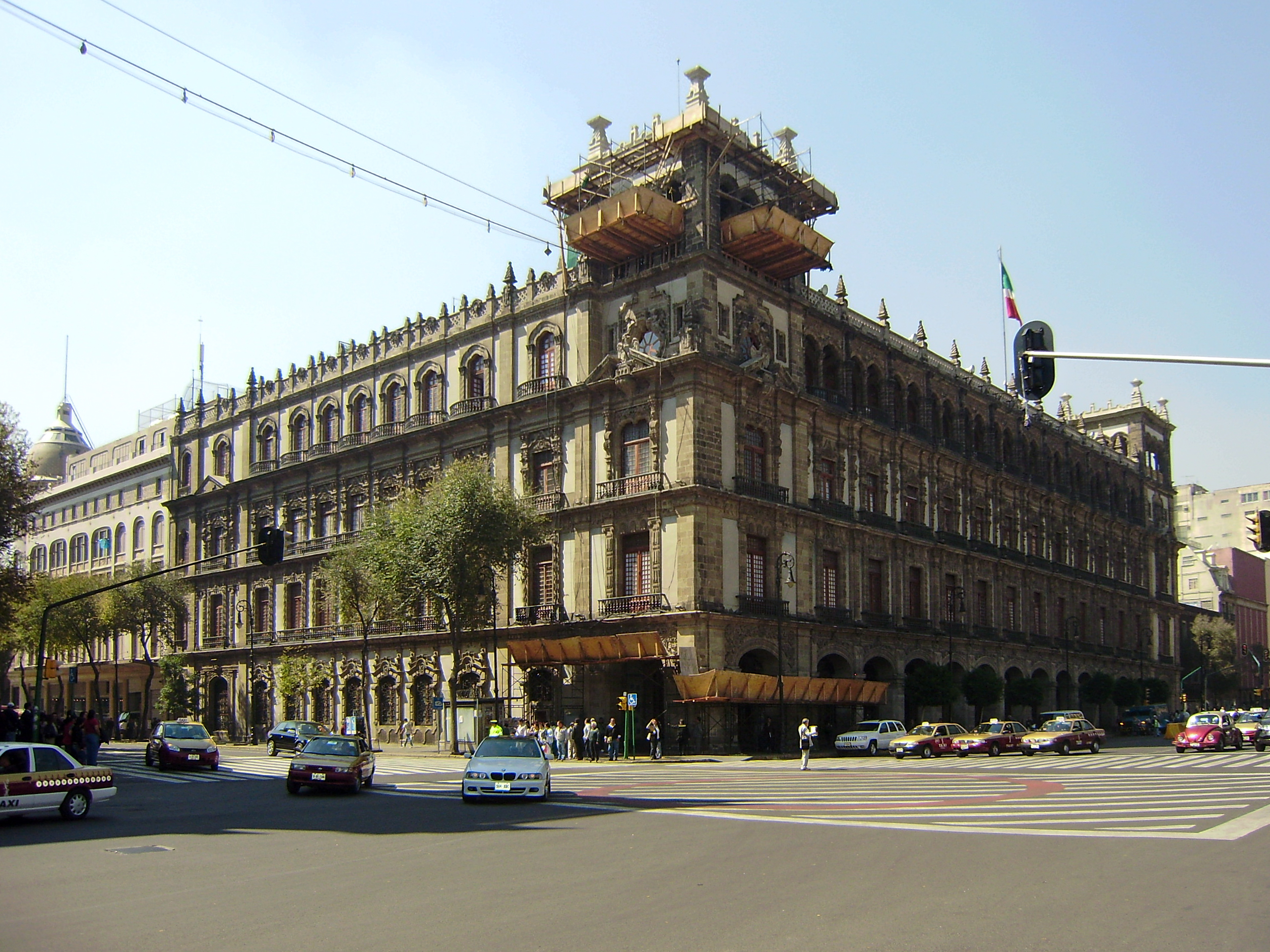
Vista lateral del Antiguo Palacio del Ayuntamiento.

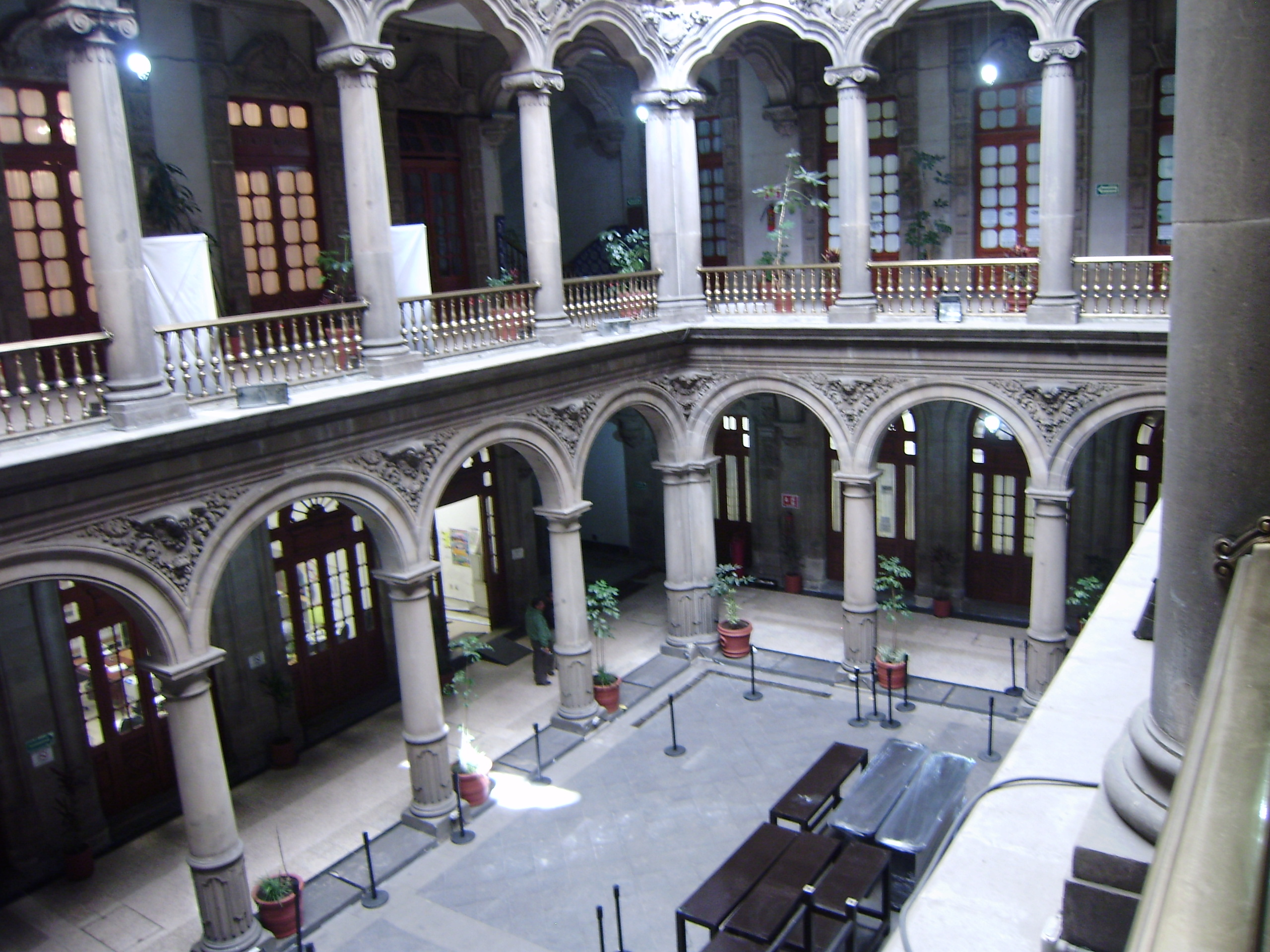
Patio interno.

Por tal motivo, las Casas del Cabildo fueron reedificadas totalmente por instrucciones del virrey Fernando de Alencastre Noroña y Silva, duque de Linares, iniciando las obras en 1714 y concluyendo entre el año de 1722 (portales) y 1724 (el resto del edificio); siendo virrey el Marqués de Casafuerte. Al ser totalmente reconstruido, el edificio toma la ubicación, alineación y forma que tiene en la actualidad. La obra se efectuó bajo la dirección de Pedro de Arrieta y José Miguel Álvarez, maestros de arquitectura, según consta en un viejo Libro de Cuentas.
Hacia 1821 fue suprimida la venta de carnes en el palacio, por lo que a partir de entonces se establecieron vendimias en el callejón de la Diputación, actual avenida 20 de Noviembre.

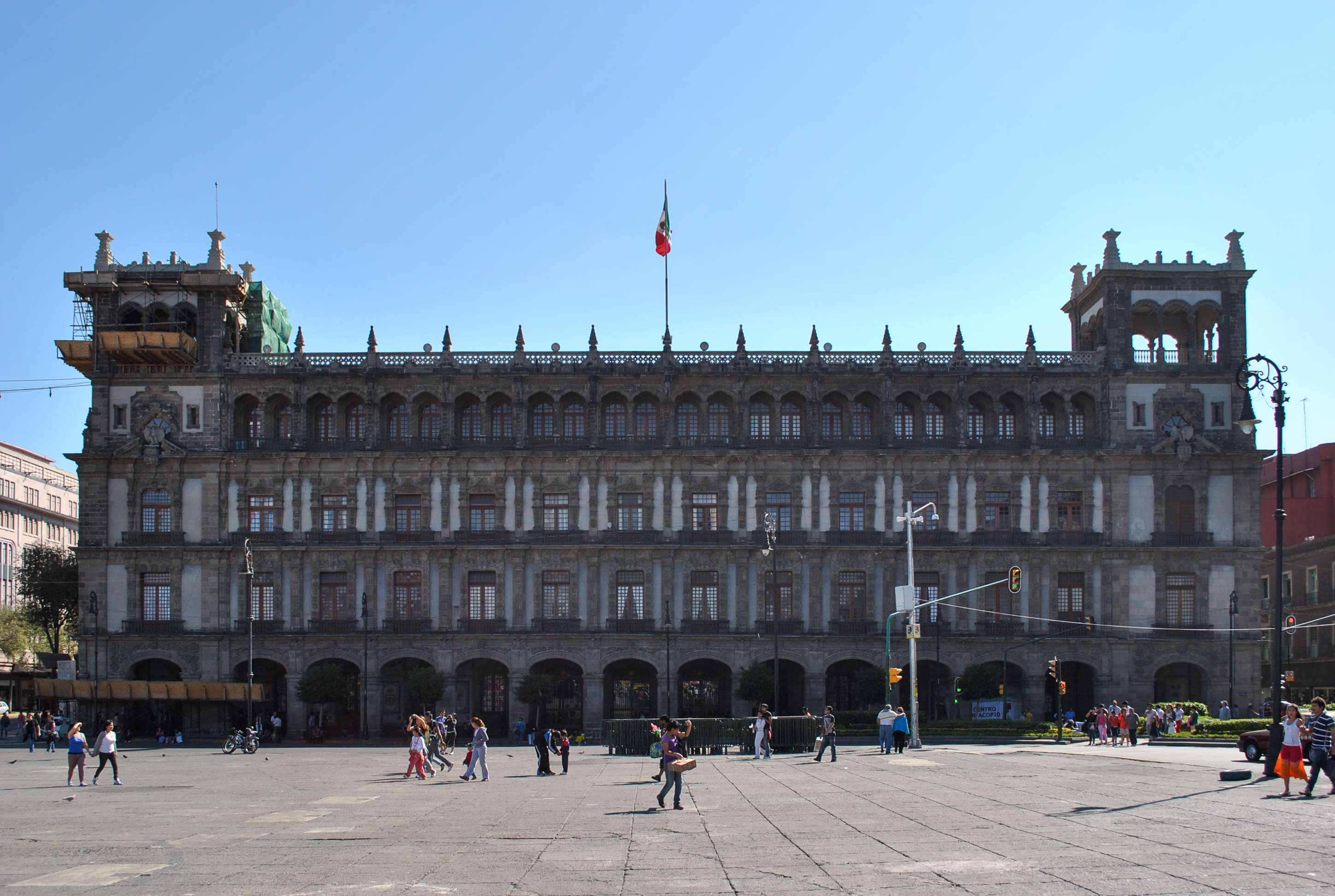
Antiguo Palacio del Ayuntamiento, renovado 1910-1930

El gobierno de Porfirio Díaz se distinguió por la construcción de grandes obras, entre ellas muy bellos edificios. Para la celebración del Centenario de la Independencia en 1910, su gobierno emprendió desde muchos años antes, la construcción, remodelación y restauración de muchos edificios públicos, entre ellos el Palacio Municipal, al cual se le agregó un nivel más y se reconstruyó totalmente. Aunque estas obras comenzaron en 1906 y se terminaron completamente muchos años después, en las fiestas del centenario de la Independencia Mexicana el 16 de septiembre de 1910 durante la Presidencia de Porfirio Díaz cerca del Palacio Nacional. 
A principios del siglo XX, García Preciat le da otra denominación a estos edificios: Aduana Marítima, Palacio Municipal, y cuerpo de guardia principal, transformando posteriormente en palacio de gobierno. En 1846 la aduana marítima solo contaba con un piso conteniendo las piezas interiores y los corredores de arco a su frente, en ese mismo año, se procede a la construcción del segundo piso de la aduana y para 1963, todo el edificio del antiguo palacio de gobierno que albergaba la aduana, el palacio municipal, el palacio de gobierno y las atarazanas.
A partir de 1929, se convierte al ex palacio municipal en sede del Departamento del Distrito Federal. En 1934 se le agrega el 4º. Piso. Al llegar al poder, el Gral. Lázaro Cárdenas emprendió la tarea de agregar un nivel más al edificio, que ya entonces se llamaba, del Departamento del Distrito Federal. 

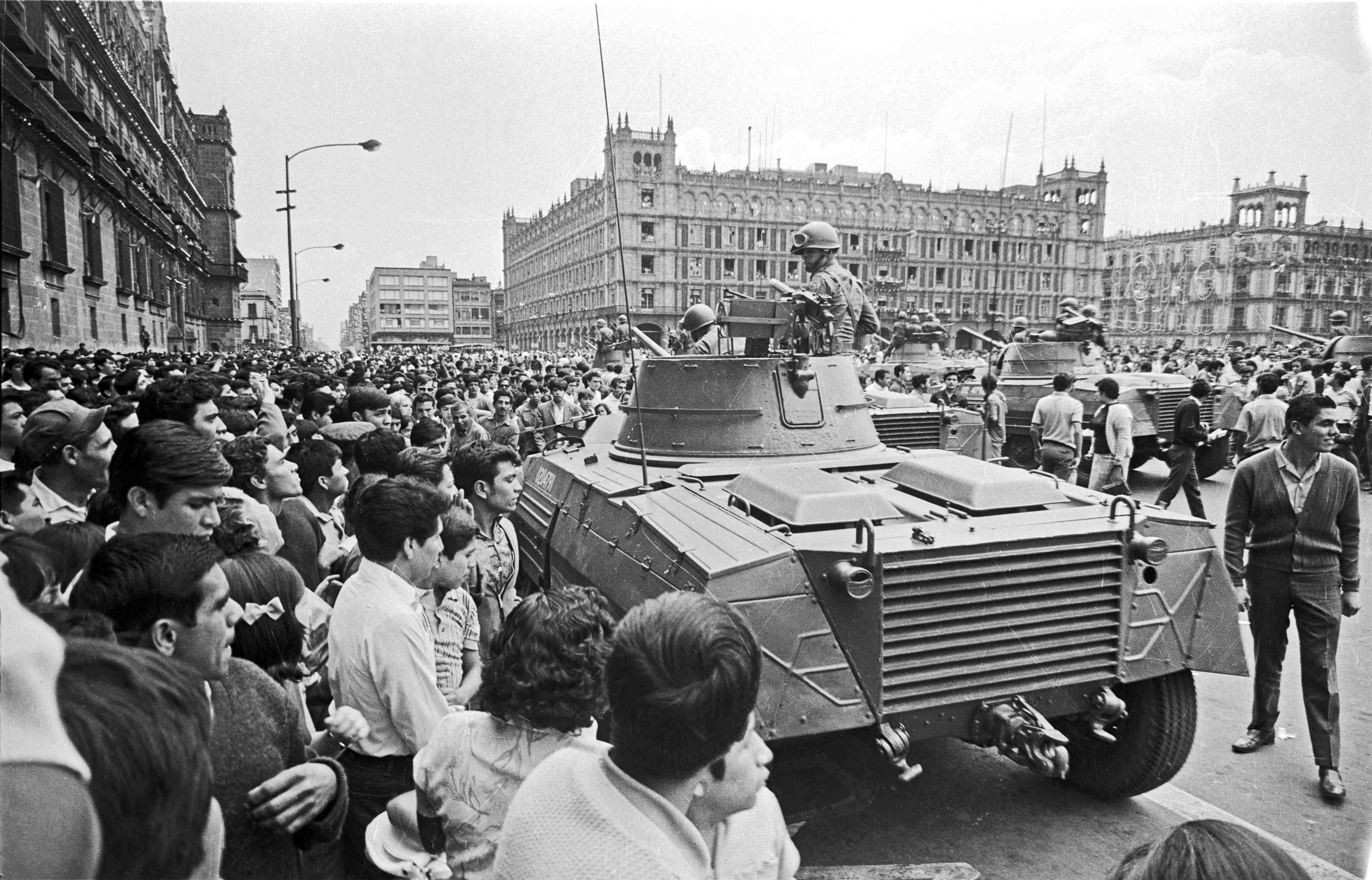
El ejército mexicano en el zócalo de la Ciudad de México cerca del Edificio del Palacio del Ayuntamiento el 28 de agosto de 1968.

Durante el mismo gobierno y como complemento de la ampliación del Palacio del Departamento del Distrito Federal y la remodelación de Palacio Nacional, al que se le había agregado un nivel más, así como también fue la terminación del edificio de la Suprema Corte Justicia; se emprendió la tarea de construir un edificio similar al original de D.F., que aunque no idéntico, pues consta de 5 niveles, que le diera simetría a la que sería puerta de acceso a la Plaza de la Constitución. Esta construcción se inició en 1941, mediante estructura de acero. Para 1948, ambos edificios del Departamento del Distrito Federal se encontraban totalmente terminados y funcionando. 

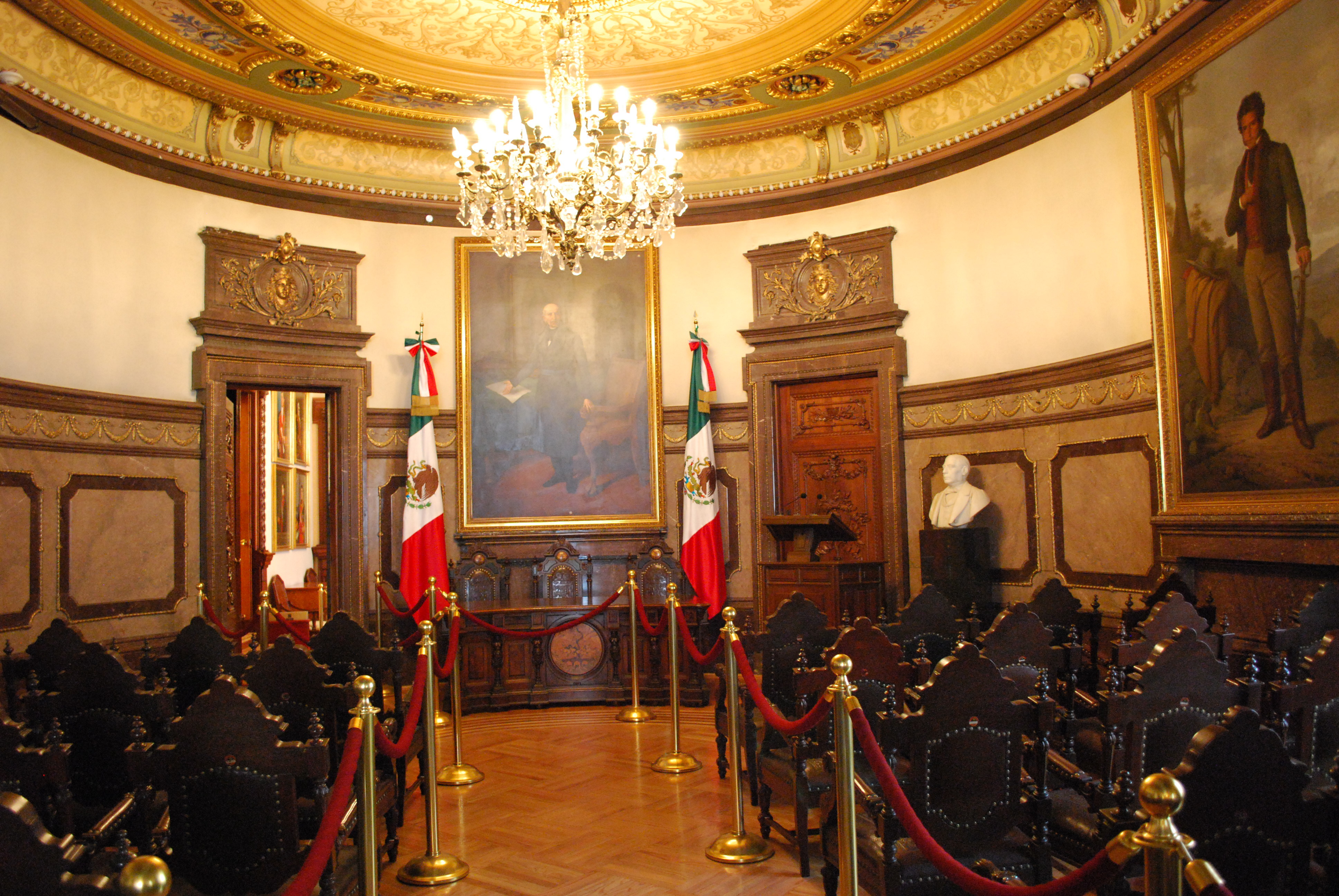
Interior del Ayuntamiento de la Ciudad de México.

Pese a que solo quedan los cimientos y algunos muros del Ayuntamiento original, su arquitectura y belleza invita a observarlo, ya sea en su fachada exterior, con su loggia o estilo neoclásico y el águila imperial, ya sean sus arquerías o los escudos de la ciudad; sus balcones o sus torres que fueron elevándose conforme la edificación crecía. En su interior, se pueden apreciar en sus columnas los estilos dórico, jónico y corintio, o su hermoso Salón de Cabildos, escenario de eventos trascendentes y su biblioteca, que ofrece servicio de consulta sobre temas de nuestra ciudad.

## Espacios

### Salón de Cabildos

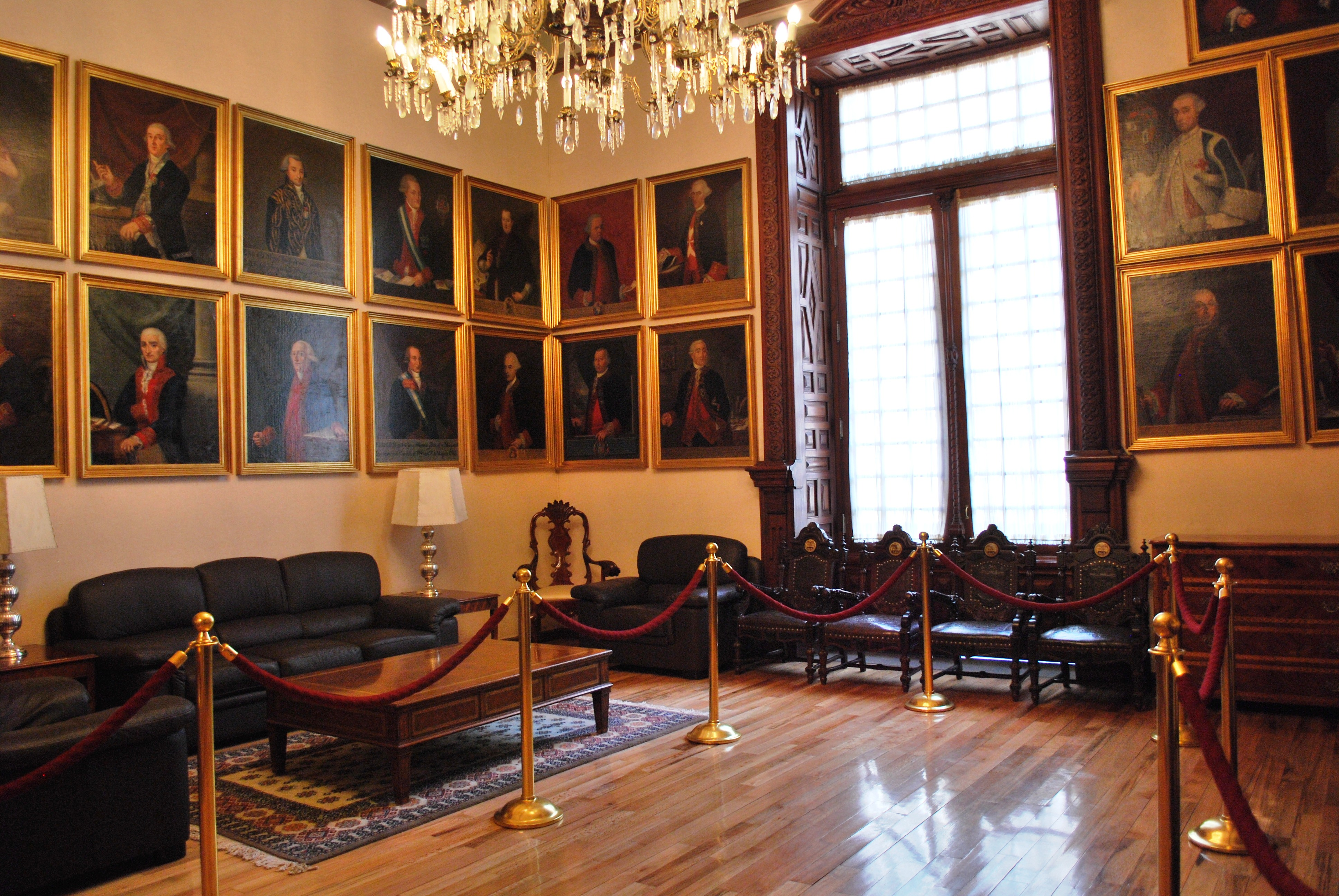
Salones de Virreyes, con los retratos de los 63 virreyes de la Nueva España.

Es un espacio solemne, ornamentado por Manuel Gorozpe al estilo Art nouveau en 1893, usado para actos protocolarios. Cuenta con un estrado, que preside un retrato de Miguel Hidalgo y Costilla, y 119 sillas. En el plafón del salón hay una pintura al óleo obra de Francisco Parra, que representa un cielo abierto, y en las orillas del mismo aparecen personajes famosos en la historia de la ciudad como Francisco Primo de Verdad o Fray Servando Teresa de Mier.

#### Uso actual
El espacio fue restaurado como parte de la conmemoración del Bicentenario de la Independencia y el Centenario de la Revolución. Actualmente se encuentra abierto al público y se realizan visitas guiadas, y es usado para realizar ceremonias protocolarias, como la entrega de las Llaves de la Ciudad de México.

### Salones de Virreyes
Son dos salones que albergaron archivos del cabildo, y que hoy resguardan retratos de los 62 virreyes de la Nueva España, desde Antonio de Mendoza y Pacheco